# Monasterio de Săpânța-Peri
El monasterio de Săpânța-Peri es un monasterio de Rumanía, ubicado en Sapanta.

## Historia

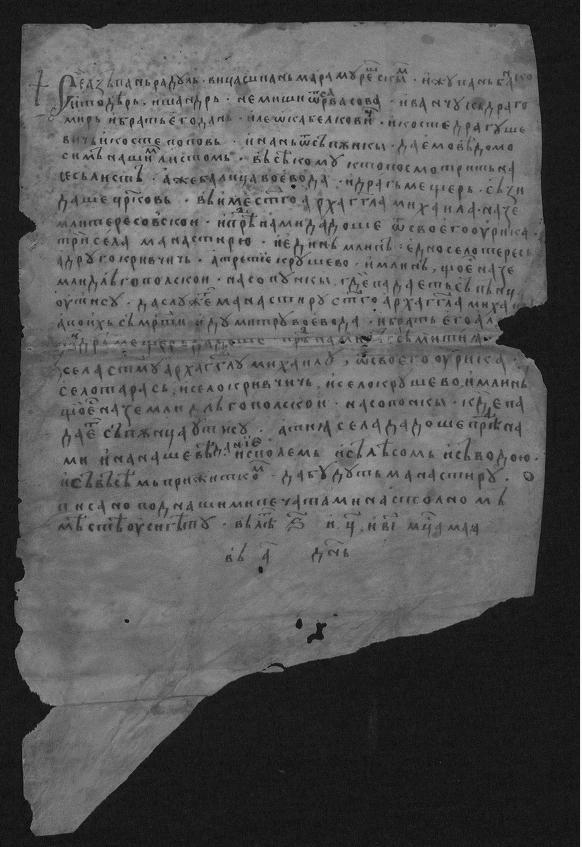
Acto eslavo sobre el monasterio de Peri otorgado el 1 de mayo de 1404 en Sighet (Archivos Nacionales Húngaros, DL 42811)

En 1391, los sobrinos de Dragoș Vodă entregaron al Monasterio de Peri terrenos y propiedades, erigiendo una iglesia de piedra. Durante más de 300 años, esta iglesia fue utilizada como sede del Episcopado rumano de Maramureș, siendo posteriormente construido por el maestro Ioan Macarie un lugar para servir como lugar de oración para la comunidad greco-católica de los alrededores. Durante la época de los voivodas Dragoșești, el monasterio fue dedicado al Arcángel Miguel
En Săpânța-Peri fueron traducidos y copiados al rumano por primera vez la "Psaltirea", el "Evangelio", la "Leyenda del domingo", el "Códice Vorțean" y los "Hechos de los Apóstoles". El pasar del tiempo provocó la destrucción del monasterio en 1783. En 1404, varios nobles rumanos reforzaron la posesión del monasterio, mencionando la donación previa de Balc y Drag: tres aldeas (Taras, Criva y Peri) y un molino " en el país de Campulung, sobre el río Săpânței, donde se encuentra el Săpânța se desemboca en el Tisa". "Y después de su muerte, también el voivoda Dumitru y su hermano Alexander.
"El monasterio principal fortaleció ante nosotros estos poderes en sus abominaciones ", dice la carta.

## Monasterio actual
El monasterio de Săpânța Peri fue fundado en 1997, dentro de los límites del municipio de Săpânța, con el deseo de renovar la tradición histórica del antiguo Monasterio de San Miguel Arcángel, en Peri, Maramureș, hoy en el territorio de Ucrania. Fundado por el párroco Grigore Lutai, según los planos del arquitecto Dorel Cordoș, el Monasterio de Săpânța Peri recibió, a partir de 2005, a una comunidad de monjas, que continuó los trabajos de construcción iniciados anteriormente. La iglesia del monasterio, construida en el estilo Maramures, estaba inicialmente cubierta con 8,5 kilogramos de oro, y la cruz, de siete metros de altura, también estaba recubierta con cuatro kilogramos de oro. La construcción se encuentra a orillas del Tisza y se completó entre 1998 y 2003 . La torre del monasterio es visible desde una distancia de cinco kilómetros sobre el Tisza y puede ser admirada por los rumanos de Transcarpatia, una región de la histórica Maramures que hoy en día pertenece a Ucrania. En la actualidad, en el monasterio viven seis monjas, siendo la abadesa la monja Agnia Ciuban.
Con una altura máxima de 78 m, la iglesia del monasterio Săpânța-Peri se encuentra actualmente en el tercer lugar entre los lugares de culto en Rumania, después de la catedral ortodoxa de Timișoara y la iglesia católica de San Miguel en Cluj, y por delante de otras imponentes murallas y edificios, como las iglesias evangélicas de Bistrița o Sibiu .

## Galería de imágenes

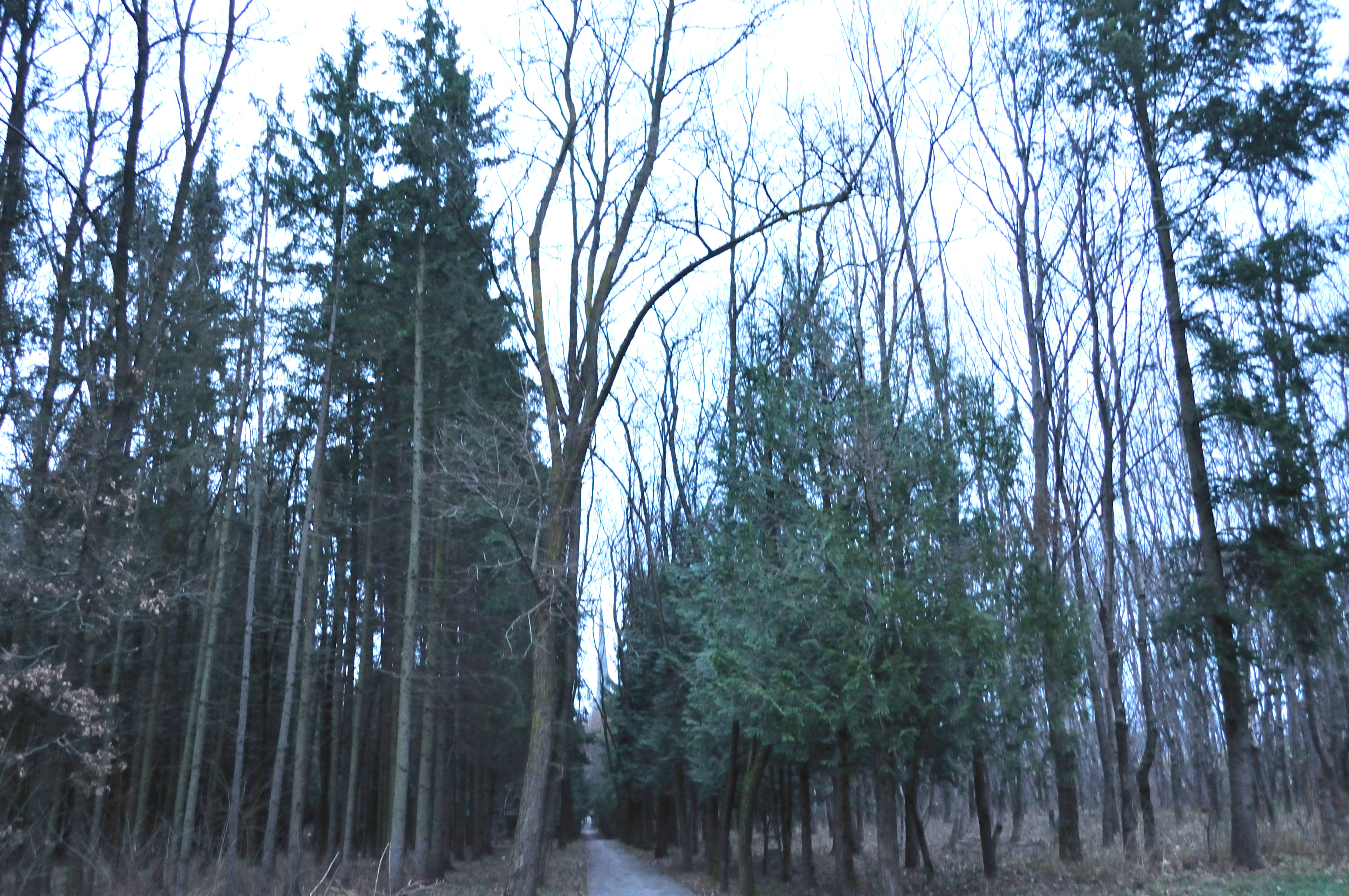
El parque dendrológico "Livada"
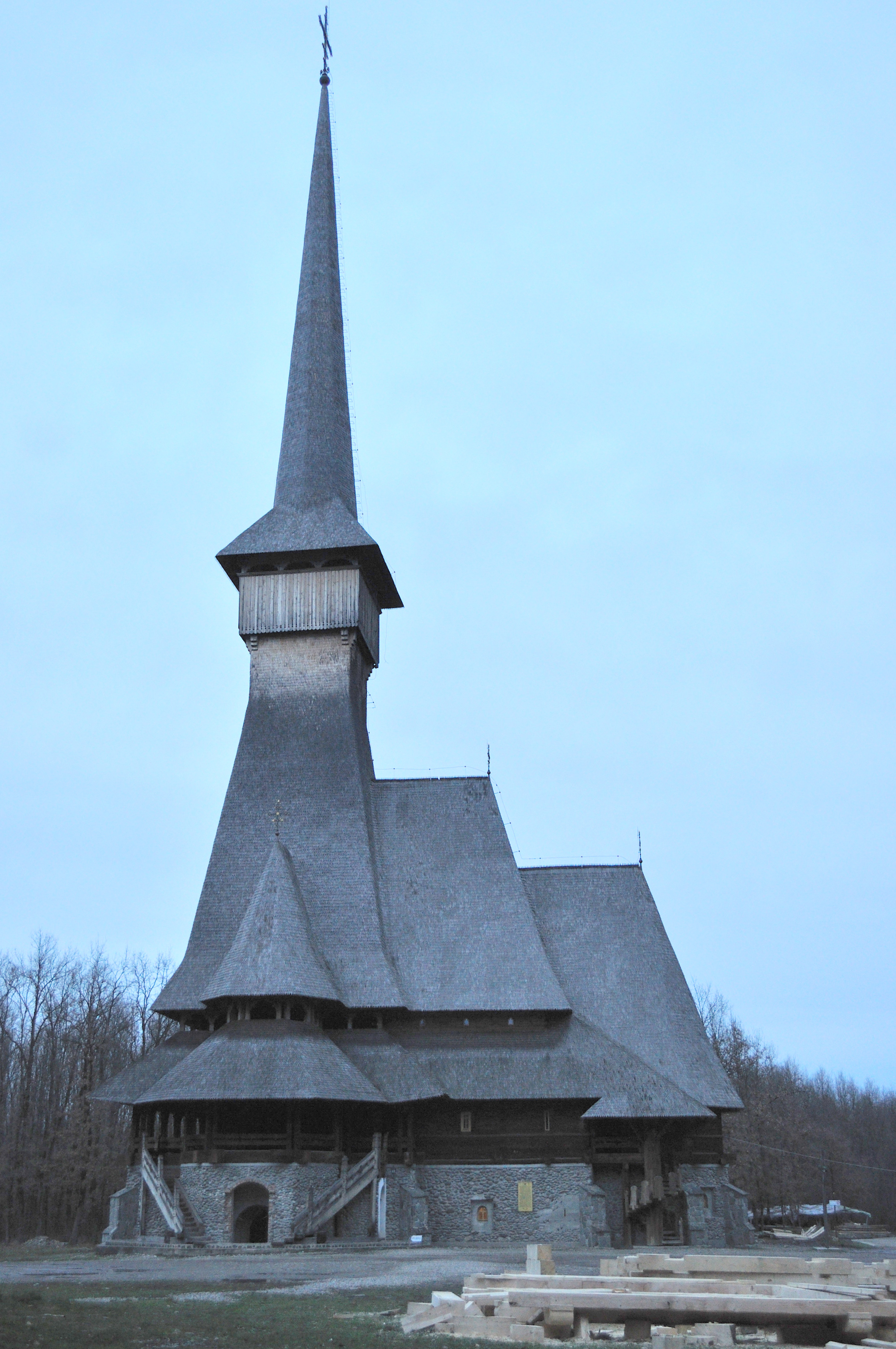
Iglesia de madera
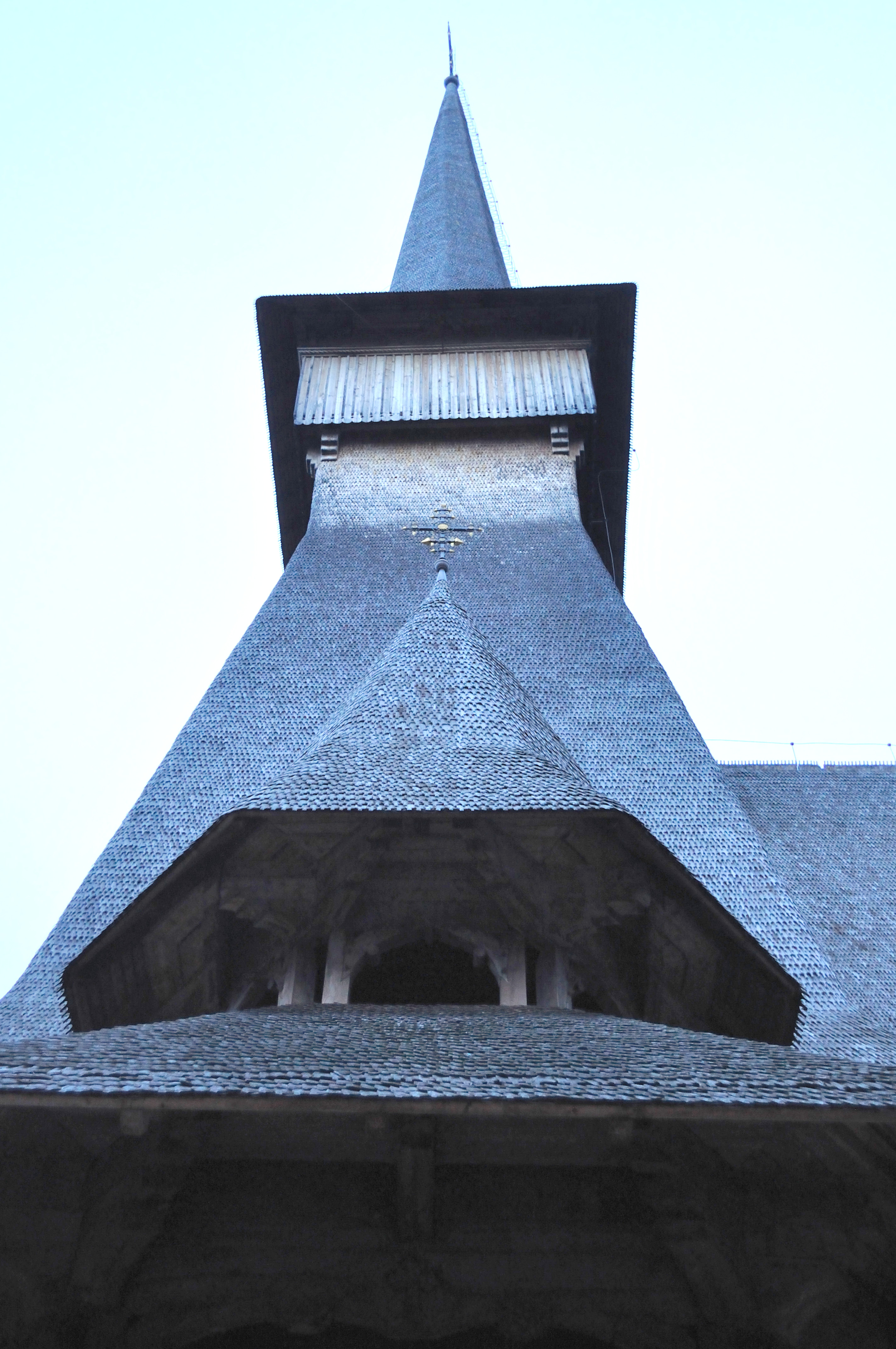
La torre
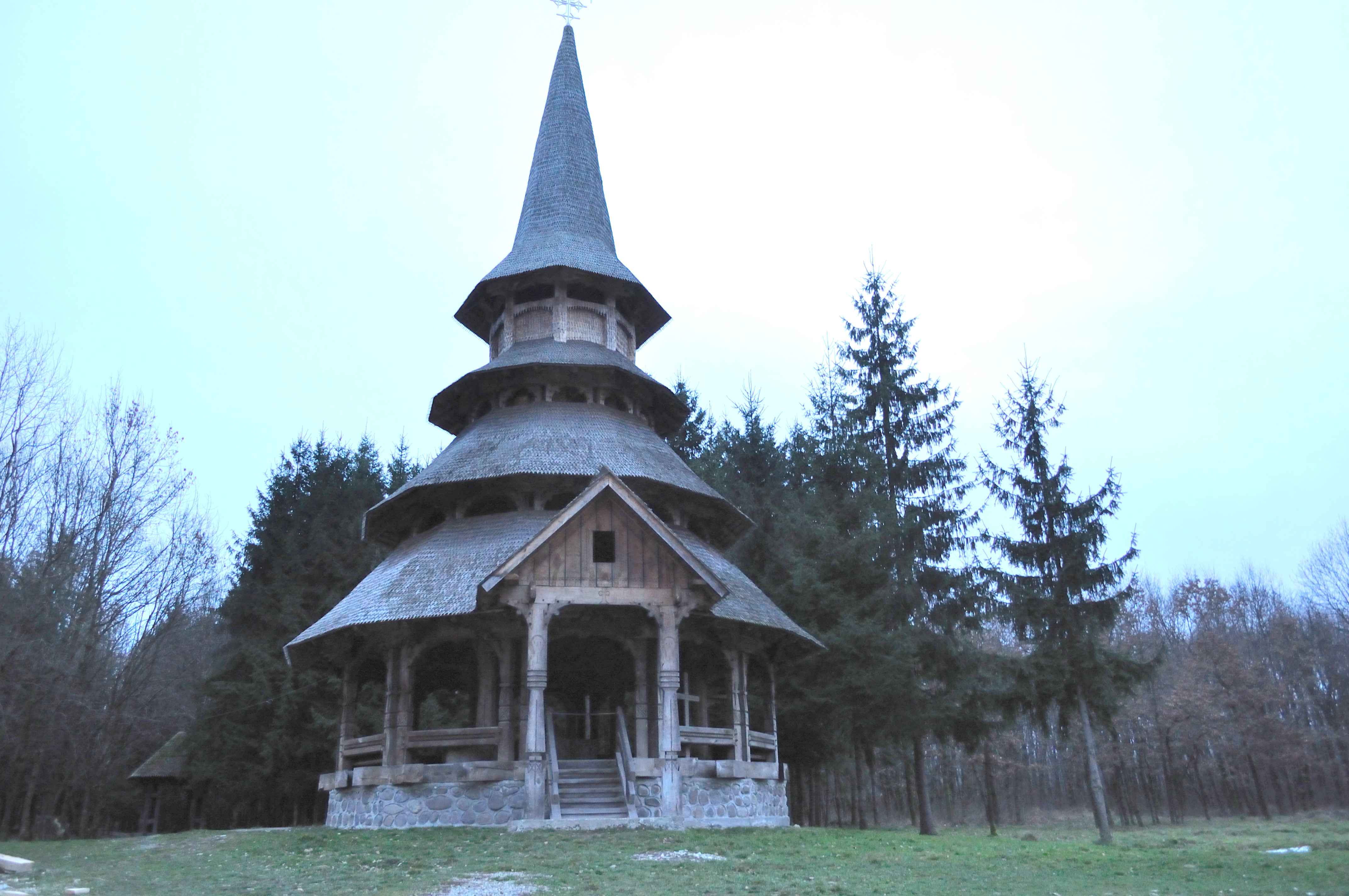
El altar de verano